# U-423
U-423 — средняя немецкая подводная лодка типа VIIC времён Второй мировой войны. Совершила только один тренировочный патруль, не повредила ни одного корабля противника. Была потоплена 17 июня 1944 года к северо-западу от Фарерских островов.

## История

### Постройка
Заложена 16 марта 1942 года в верфи Данцига под заводским номером 124, 7 ноября была спущена на воду, 3 марта 1943 года была принята в строй в состав тренировочной 8-й флотилии под командованием обер-лейтенанта Йохима Метнера.

### Служба
27 сентября 1943 года командование было передано обер-лейтенанту Генриху Келлингу. В октябре командир вновь сменился, им стал Клаус Хэклендер, имеющий то же звание. Под командованием последнего 9 июня 1944 года отправилась из Киля на тренировочный патруль.

#### Потопление
17 июня 1944 года была потоплена к северо-западу от Фарерских островов глубинными бомбами, сброшенными с норвежского самолёта Catalina. Погибли все 53 члена экипажа.